# Reluctant Hero (album)
Killer Be Killed è il secondo album in studio del supergruppo musicale Killer Be Killed, pubblicato nel 2020.

## Tracce
1. Deconstructing Self-Destruction – 4:33
2. Dream Gone Bad – 4:15
3. Left of Center – 3:29
4. Inner Calm from Outer Storms – 3:52
5. Filthy Vagabond – 3:47
6. From a Crowded Wound – 7:11
7. The Great Purge – 4:12
8. Comfort from Nothing – 4:18
9. Animus – 1:07
10. Dead Limbs – 4:48
11. Reluctant Hero – 6:04

## Formazione
- Greg Puciato – voce e chitarra
- Max Cavalera – voce e chitarra
- Troy Sanders – voce e basso
- Ben Koller – batteria